# Оружейное дело в Чечне

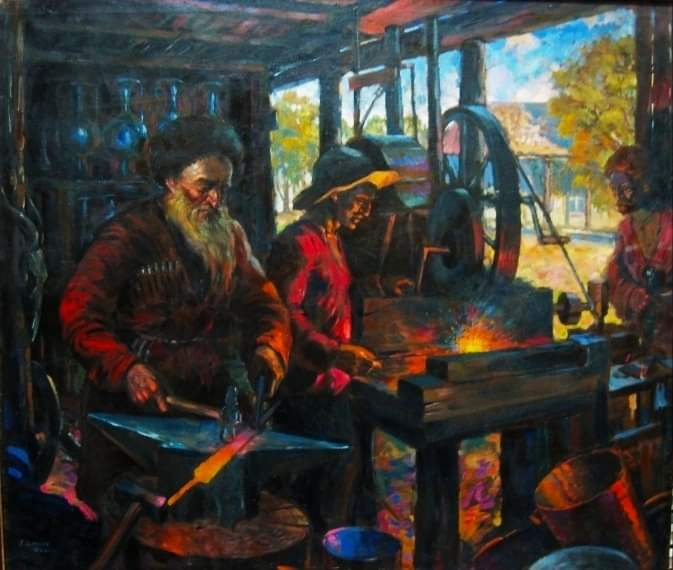
Кинжальная мастерская, с. Старые Атаги. Чечня. В. С. Шлипнев. 1925 г.

Оружейное дело чеченцев — одна из разновидностей ремёсел, начавшее своё развитие в Чечне в средневековье.

## История
У чеченцев, как и у всех народов участвовавших в войнах, возникала необходимость развивать оружейное дело, добывать и перерабатывать руду, изучать методы плавки и ковки металла, изготавливать инструменты и оружие, взращивать мастеров и передавать опыт последующим поколениям. Археологические раскопки на территории, занимаемой чеченцами, позволили обнаружить оружие и инструменты древности. В Чечне известны селения и мастера, славившиеся своим искусством и умением изготавливать оружие. Ещё в XIX веке данное ремесло отмечалось как одно из хорошо развитых в Чечне. Около десяти больших чеченских центров были известны изготовлением высококачественного оружия. Крупнейшим центром по изготовлению холодного оружия было селение Большие Атаги. Оружейным производством занимались все его жители. Аул Атаги, как на центр производства холодного оружия, указан в рукописи, приписываемой генералу В. Пассеку: «В Чечне — отличные клинки для шашек, лучшие мастера прежде жили в Ятагс». Кузнечное дело в Чечне было хорошо развито, мастера производили не только оружие, но и орудия необходимые в быту: плуги, косы, топоры, подковы, ножницы, гвозди, посуду и другие.

## Виды оружия и снаряжения

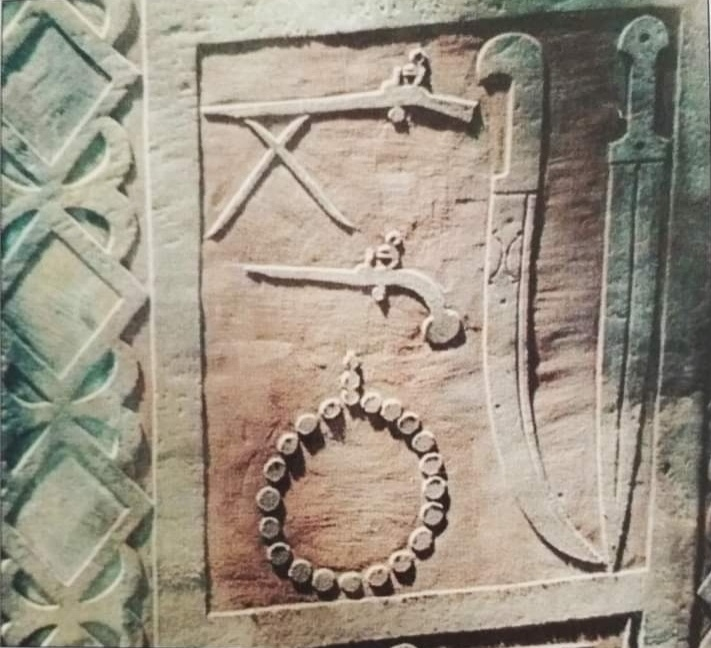
Барельеф с оружием на надмогильной плите в Чечне, 1841 год

В Чечне производилось оружие самых разных образцов: мечи, кинжалы, штыки или копья, топоры, наконечники стрел, доспехи, щиты, приспособления для метания камней и небольших ядер. В московском историческом музее хранится кремневый мушкетон, изготовленный чеченскими оружейниками в селении Харачой, длина его составляет 66,5 см, ствол у него стальной, калибр — 4,2 см.

#### Мечи, кинжалы и шашки
Испанский генерал и участник кавказской войны Хуан Ван Гален писал о превосходном качестве клинков производимых в Чечне.

##### Гурда
Особо ценившийся на Кавказе клинок, изготавливался в чеченском ауле Гордали из превосходной стали, широкий, малоискревлённый, с широкой неглубокой долою посередине, также к стороне обуха две более глубокие, но менее широкие долы. В «Военном сборнике» № 11 1860 г. о «гурде» говорится как о клинке, отличающемся своими достоинствами.

##### Терс-маймал
Шашка, производимая чеченцами и черкесами, с изображением бегущего зверя (волка) на верхней части клинка. Считались лучшими шашками в Черкесии, Кабарде и Чечне.

#### Доспехи
В 60-х годах в окрестностях селения Махкеты обнаружена состоящая из склёпанных колец кольчуга, доспехи этого вида датируются XIV—XVII веками.
Ингушский историк Д. Ю. Чахкиев отмечал, что при исследовании селения Цеча-Ахк в горной Чечне, подземных и полуподземных склепов археологом Умаровым С. Ц. было обнаружено около 200 фрагментов от 6 кольчуг.

#### Щиты
Щит на кожаной основе тейпа Билти, 1780-е года. Щит представляет собой кожаную круглую основу, к внешней стороне которой прикреплены металлические пластины разной формы. Наружная сторона состоит из железных фигурных накладок, центральная из которых прямоугольная крестовина является основой конструкции, к которой прикреплены все остальные железные накладки.

#### Пушки
Впервые на Северном Кавказе начали производить собственные пушки в Чечне.

## Мануфактура
Некоторые отдельные отрасли, например, изготовление холодного и огнестрельного оружия, переросли в ремесленное производство, этому способствовал интерес населения к оружию и потребность в нём. Производство заметно возросло в период народно-освободительной борьбы конца XVIII — начала XIX веков. На территории Чечни оружие производилось как централизованно (в некоторых аулах), так и в небольших мастерских. Мастерские были в селениях Дарго, Джигурты, Старые Атаги, Ведено, Белгатой, Ширч-юрт и др.. В Ведено добывались сера и железо, там же были построены пороховой, оружейный и пушечный заводы.
Производство огнестрельного оружия (с его появлением) существовал в селениях Шикарой, Ригахой, Дарго, Махкеты, Атаги и др.. 
В прошлом имели свои кузницы и чеченцы из Грузии (кистинцы), они изготавливали как боевое оружие, так и предметы необходимые в хозяйстве. В Государственном Этнографическом музей хранится кинжал и ножны кистинского мастера, данное оружие описывают как очень красивое и высокого качества.
Из производимого в Чечне большей славой пользовалось именно чеченское оружие, особенно ценились клинки, оружие было наиболее продаваемым товаром в меновых дворах, его продажа приносила наибольший доход в экономику Чечни в середине XIX века.

## Мастера и кузнецы оружейного дела
Ремесленники веками передавали свой опыт следующим поколениям. Оружейники средневековых чеченских обществ Хай, Ялхарой, Никарой, Нашхой, Майстой славились своим непровзойдённым мастерством. Умением изготавливать кинжалы и шашки хорошего качества славились мастера из Дарго, имена некоторых из них: Базала, Ханепи, а также их ученики. Также известными мастерами были Муса из Дарго, Азиз и Камал из Шали, Талхиг из Атаги, Махмад из Джигурты. Махмад Джигуртинский владел несколькими видами технологий изготовления клинков.
В литературе XVIII—XIX вв. упоминается наличие мастеров-оружейников в Чечне, которые изготавливали оружие по технологиям своих предков. Широко были известны ружья, изготовлявшиеся мастером-оружейником по имени Дуска (1815—1895) из аула Дарго. Качество его ружей, их дальнобойность высоко ценились среди горцев и казаков. По свидетельству старожилов аулов Белгатой и Дарго, мастер Дуска был одним из лучших изготовителей нарезного оружия не только в Чечне, но и на Северном Кавказе.